# Cucina dell'Orissa

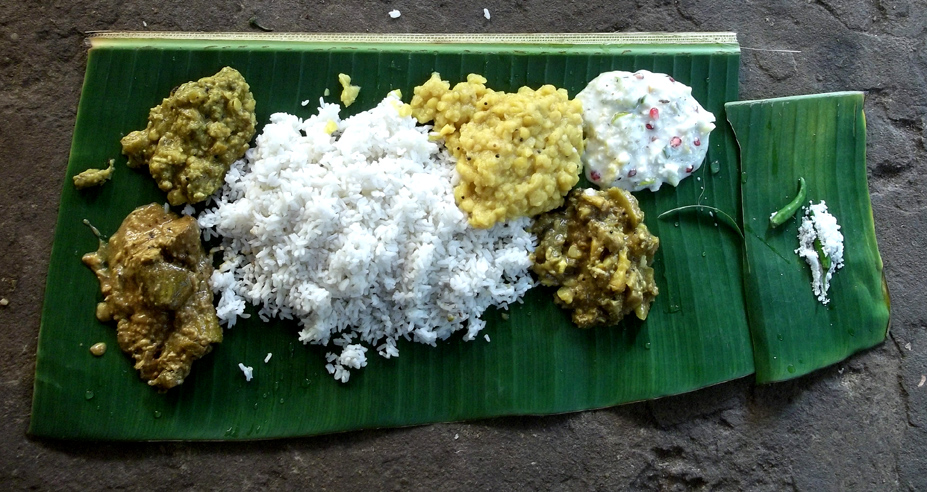
abadha

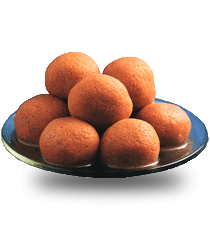
Rasagola

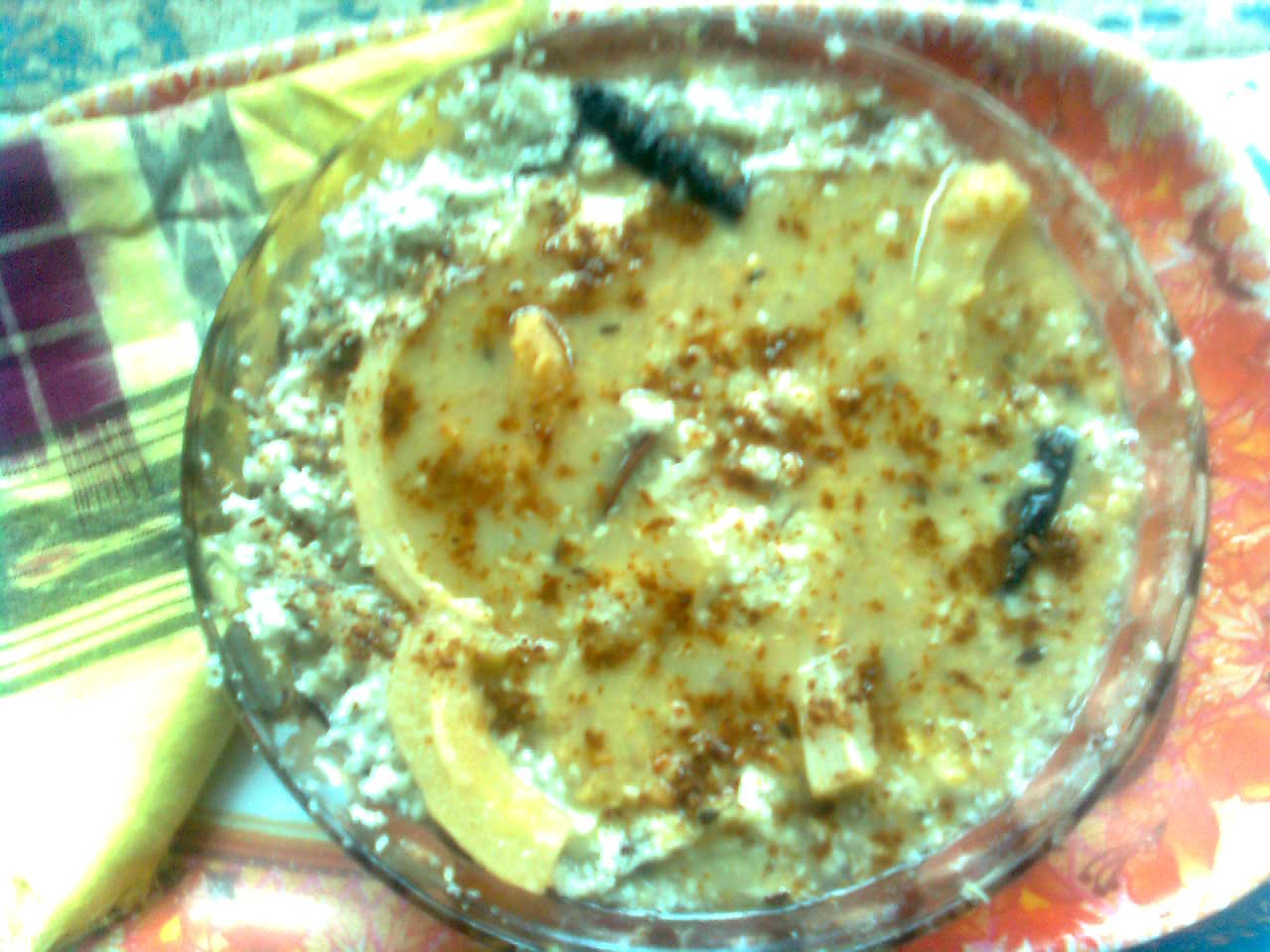
Havisha dalma

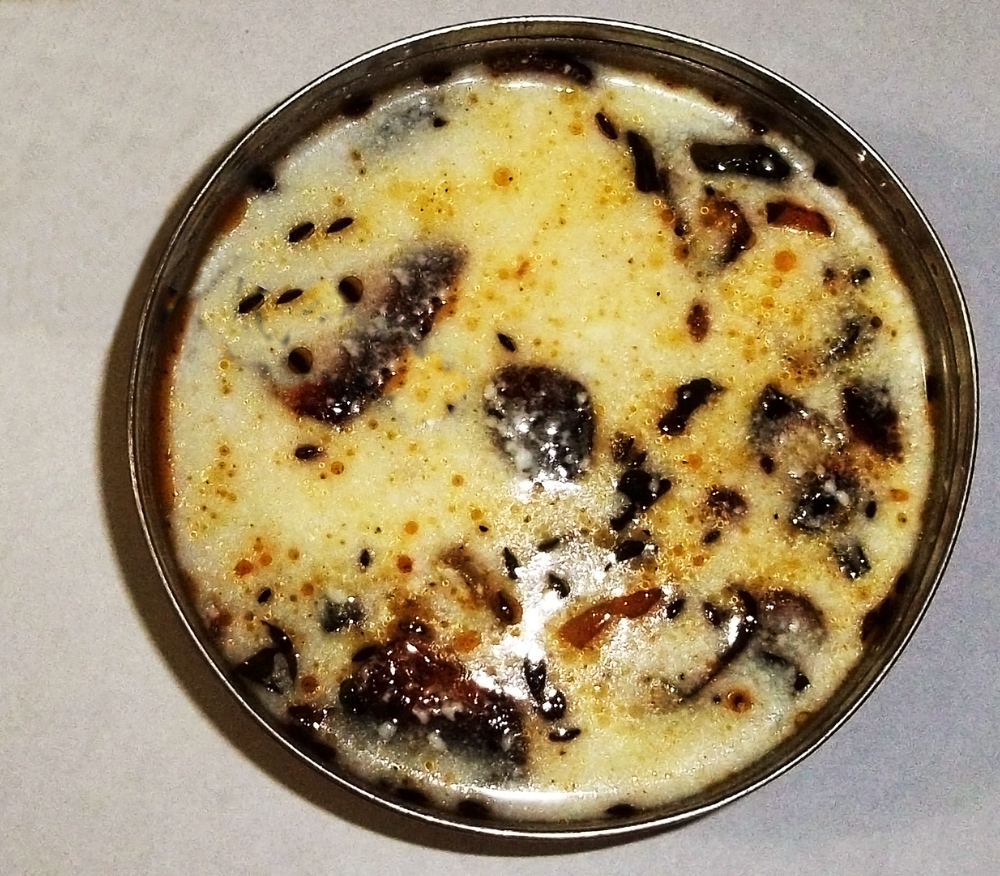
Dahi Badi

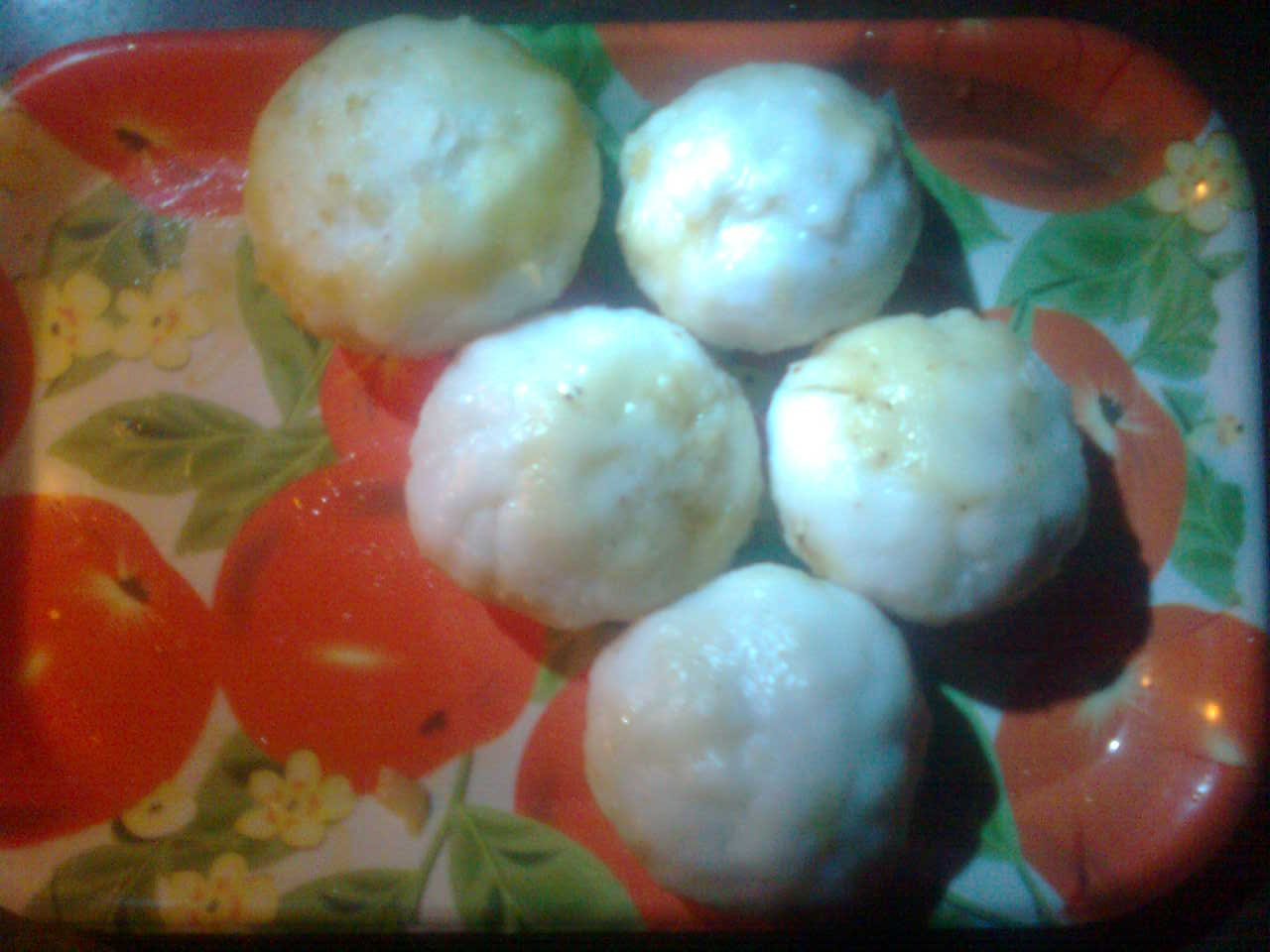
Manda Pita

La cucina dell'Orissa (ōḍiā rāndhaṇā) è la cucina dello Stato indiano orientale dell'Orissa.
Le pietanze di quest'area sono ricche e variegate, e sono composte abbondantemente con ingredienti locali.
I sapori sono generalmente delicati e poco piccanti, a differenza dei curry fortemente piccanti associati alla cucina indiana.
Il pesce e i crostacei come granchi e gamberi sono molto diffusi.
Viene consumata anche carne di pollo e montone, ma solo occasionalmente. Solo il 6% della popolazione di Orissa è vegetariana, e questo si rispecchia nella loro cucina. L'olio usato è l'olio di senape, ma nei festival viene usato il ghee.
Il Panch phutana, un mix di cumino, senape, finocchio, fieno greco e kalonji (nigella) è ampiamente usato per le verdure e i dal, mentre il curry garam masala e haladi (curcuma) sono comunemente utilizzati per i curry non-vegetariani.
Il Pakhala, un piatto a base di riso, acqua e yogurt, che viene fermentato durante la notte, è molto popolare in estate, in particolare nelle aree rurali.
Gli abitanti di Orissa sono molto appassionati di dolci e un pasto orissiano non è considerato completo senza il dolce alla fine. Feste e digiuni richiedono una cucina senza cipolla e aglio, mentre gli altri giorni richiedono un profumo di aglio e cipolla in pasta di curry. Si possono trovare ristoranti che servono cibo senza cipolla e aglio in luoghi importanti come Puri e altre zone costiere, che son gestiti da proprietari bramini.

## Piatti

### Piatti a base di riso e rotis

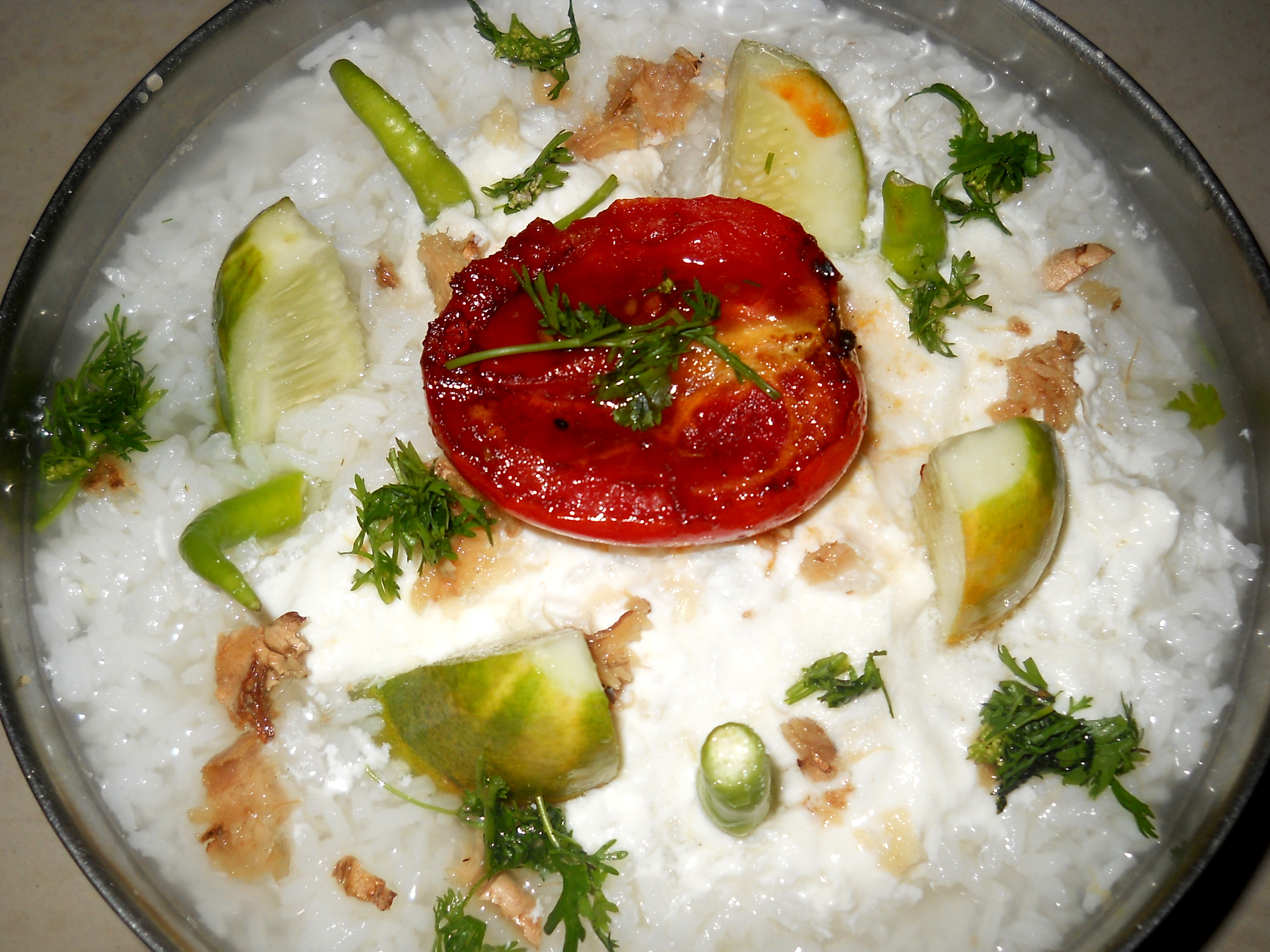
Pakhala servito con wads di limone, yoghurt e una fetta di pomodoro.

- Pakhala è un piatto a base di riso preparato aggiungendo acqua con cagliata al riso cotto. Si può far fermentare durante la notte. In questo caso si chiama sia basi pakhala che dahi pakhala. La versione non fermentata invece si chiama saja pakhala. Viene servito con peperoncini verdi, cipolla, yogurt, badi, etc. È considerato un piatto estivo.[1][2]
- Khechidi è un piatto di riso cucinato con lenticchie.[3][4] Si tratta della versione Odia del Khichdi.[5]
- Palau è un piatto di riso a base di verdure e uvetta. È la versione Orissa del pilaf[6][7][2]
- Kanika è un piatto di riso dolce, guarnito con uvetta e nocciole.[8]
- Ghee rice è riso fritto con ghee e cannella.

### Dal
- Dalma: un piatto composto da Dal e verdure.[9]. Di solito è fatto con toor dal e contiene verdure tritate come papaia verde, banana acerba, melanzane, zucca, etc. È guarnito con curcuma, semi di senape e panch phutana. Esistono diverse varianti di questo piatto[10].
- Dali: Un piatto fatto da Dal come: tur, chana, masur, mung o da una combinazione di questi.

### Curry
La cucina dell'Orissa propone diversi tipi di curry che si differenziano dalla loro preparazione: Tarakari, Santula, RaiRai, RasaRasa.
- Santula:n piatto di verdure tritate finemente e saltate con aglio, peperoncini verdi, senape e spezie. Ha diverse varianti.[10][2]
- Chaatu rai: Un piatto a base di funghi e senape.[9]
- Alu potala rasa: Curry a base di patata e parval.[3]
- Kadali manja rai: Un curry a base di fusto di banano e semi di senape.  Manja  si riferisce allo stelo che può essere usato in dalma.[2][11][12]
- Mahura
- Besara: Verdure assortite in pasta di senape temperate con panch phutana

### Khatta e chutney

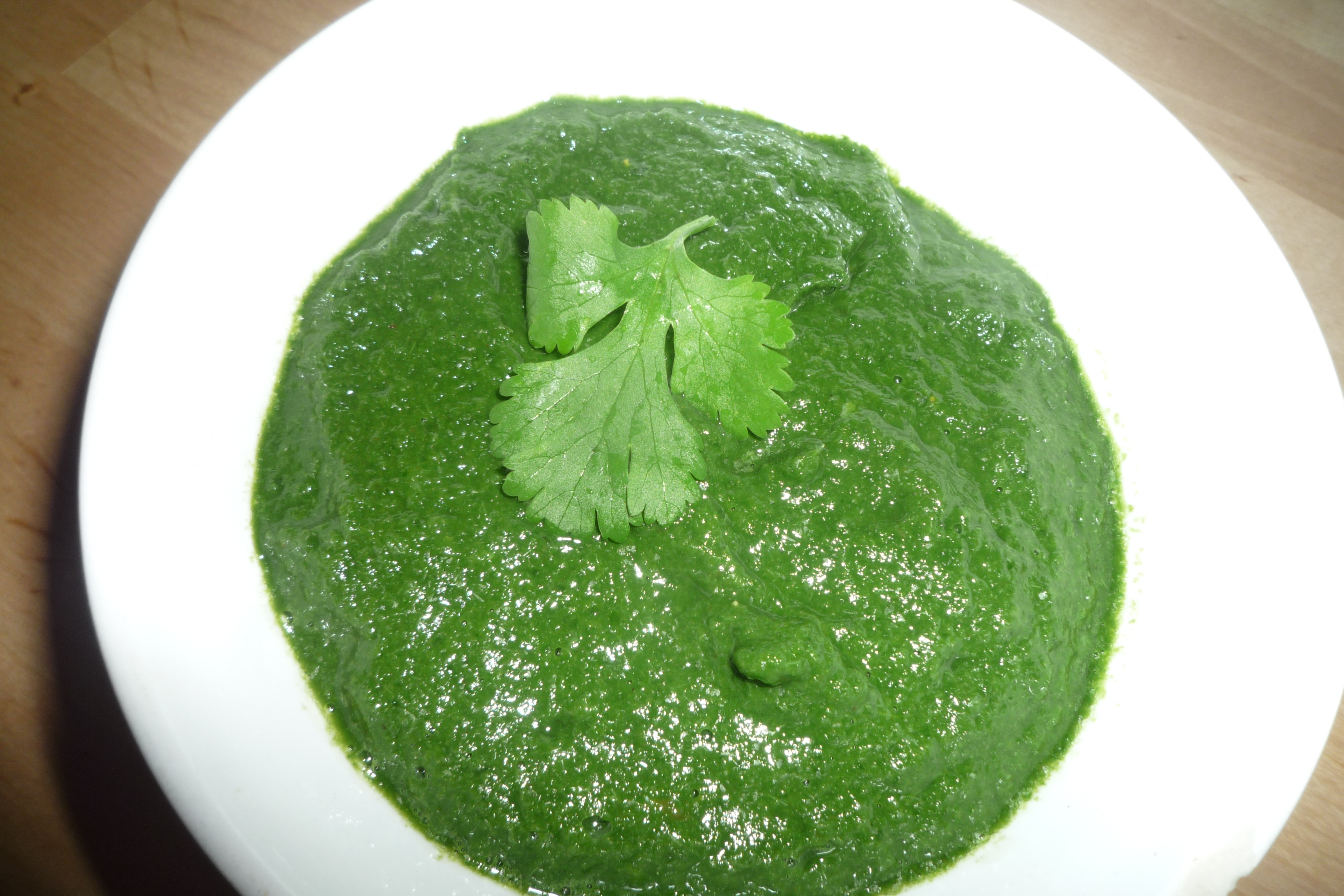
Dhania-Patra Chutney

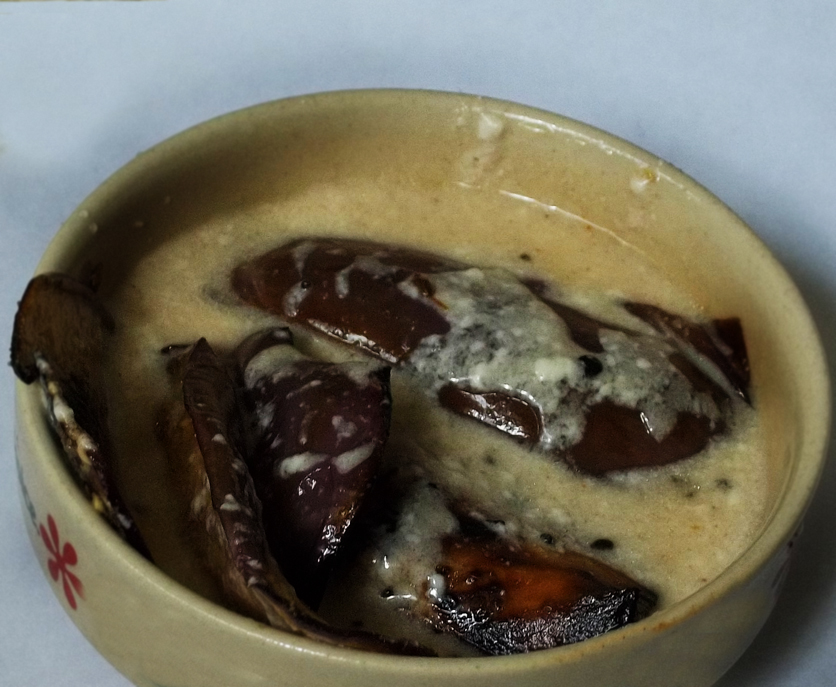
Dahi Baigana

Con Khatta ci si riferisce ad un tipo contorno dal sapore acido o chutney di solito serviti con un piatto thali dell'Orissa.
- Dahi baigana: un piatto a base di yoghurt e melanzane[2]
- Dahi bhendi: un piatto a base di yoghurt e ladies finger.
- Khajuri khata:Un piatto agrodolce a base di pomodoro, basilico e datteri.[2][14][15]
- Amba khatta: Un khatta fatto da mango crudo[16]
- Ouu khatta:  khatta con Dillenia indica (mela elefante)[10]
- Tomato khata: Un piatto agrodolce a base di pomodoro, basilico e jaggery
- Dhania-patra chutney: Un chutney composto da foglie di coriandolo.[17]

### Pitha (torte)

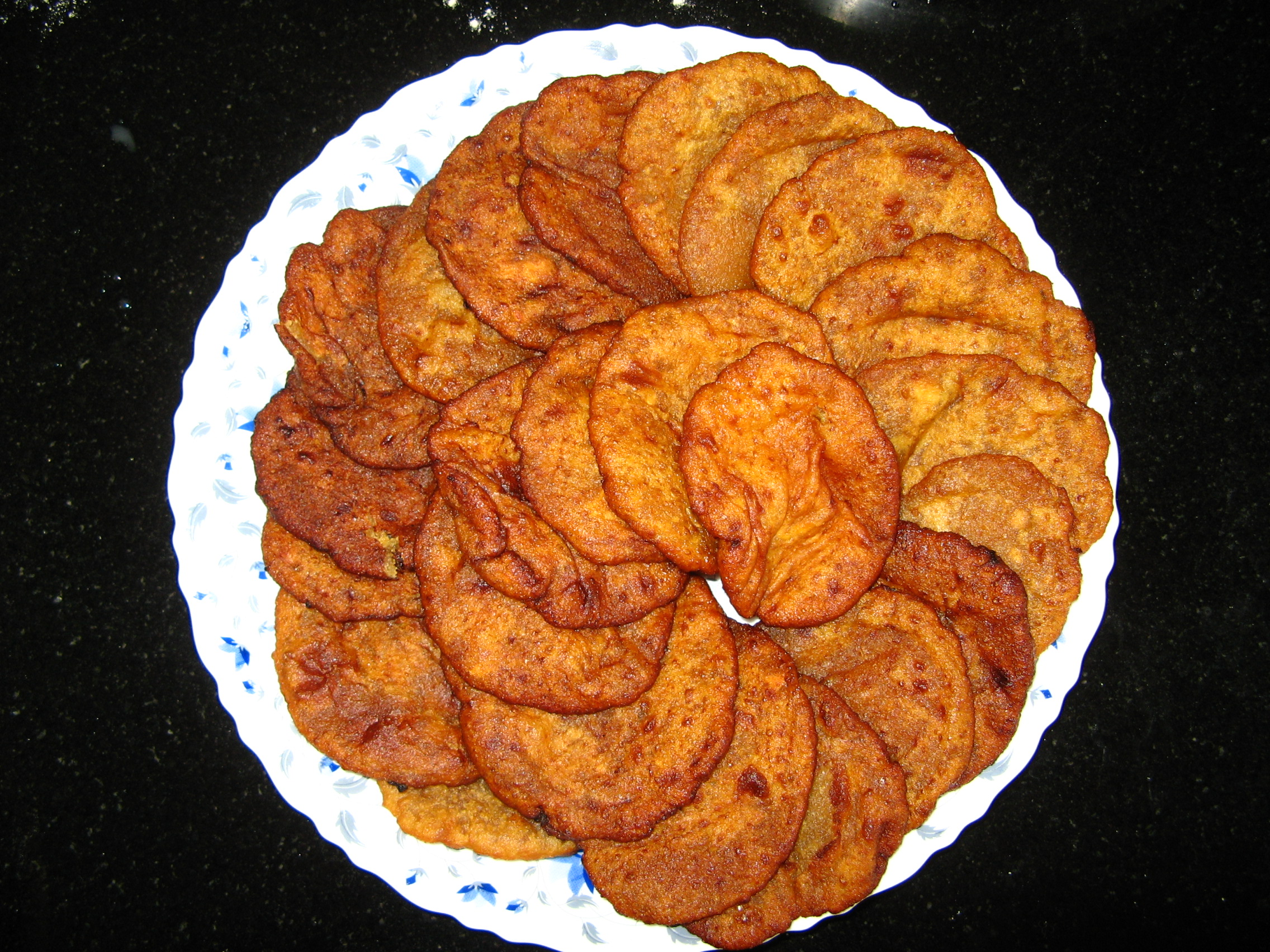
Kakara Pitha

Le Pitha sono delle torte di riso tradizionali tipiche:
- Podo pitha
- Enduri Pitha
- Arisa Pitha
- Kakara Pitha
- Manda Pitha
- Chakuli Pitha
- Tal Pitha
- Ruka Pitha
- Chitau Pitha
- Parijata Pitha
- Nurukhurum Pitha
- Chandrakanti
- Chhunchi Patra Pitha
- Goitha goli Pitha
- Haldi Patra Pitha
- Lau Pitha
- Muan

### Saaga
Nella cucina dell'Orissa il sāga è uno dei piatti di verdure più conosciuti. È un piatto a base di verdure con foglie verdi bollite e preparate aggiungendo "pancha phutana" con o senza cipolla o aglio e pakhala. È diffuso in tutto lo stato.
Di seguito un elenco di piante usate per fare il sāga:
- - Kalama sāga (କଳମ ଶାଗ) Ipomoea aquatica
  - Kosalā/Khadā sāga (କୋସଳା ଶାଗ/ଖଡା ଶାଗ): preparato con foglie di amaranto
  - Bajji sāga (ବଜ୍ଜୀ ଶାଗ): preparato con foglie di Amaranthus dubius
  - Leutiā sāga (ଲେଉଟିଆ ଶାଗ) foglie Amaranthus viridis e steli teneri
  - Pālanga sāga (ପାଳଙ୍ଗ ଶାଗ) spinaci
  - Poi sāga (ପୋଈ ଶାଗ): preparato con foglie di basella e steli teneri
  - Bāramāsi/Sajanā sāga (ବାରମାସି/ ସଜନା ଶାଗ): preparato con foglie di Moringa oleifera. Cotto con lenticchie o da solo con cipolle fritte.
  - Sunusuniā sāga (ସୁନୁସୁନିଆ ଶାଗ) foglie di policarpa Marsilea
  - Pitāgama sāga (ପିତାଗମା ଶାଗ)
  - Pidanga sāga (ପିଡଙ୍ଗ ଶାଗ)
  - Kakhāru sāga (କଖାରୁ ଶାଗ): preparato con foglie di zucca
  - Madarangā sāga (ମଦରଙ୍ଗା ଶାଗ): preparato con foglie di Alternanthera sessilis.
  - Sorisa saga (ଶୋରିସ ଶାଗ) : Mustard greens
  - Methi sāga (ମେଥୀ ଶାଗ): preparato con foglie di methi o fenugreek e mostarda.[20]
  - Matara sāga (ମଟର ଶାଗ): Il rivestimento interno di piselli viene rimosso e quindi tagliato per fare la sāga.

Uno dei più popolari sāga è il lali koshala saaga a base di foglie verdi con steli rossi. Altre saune che vengono mangiate sono pita gahama, khada, poi, koshala, sajana. Altri sāga:
- Saaga Bhaja[2]
- Saaga Muga
- Saaga Baadi[13]
- Saaga Rai
- Saru patra tarkari